# N902i
FOMA N902i（フォーマ・エヌ きゅう まる に アイ）は、NECが開発した、NTTドコモの第三世代携帯電話 (FOMA) 端末製品である。

## 概要
N902iは、N901iS を踏襲した形状の折りたたみ式端末。カラーバリエーションはインディゴブルー（濃紺）、シャンパンオレンジ、ミスティラベンダー（ピンク）、ダークワイン（暗いワインレッド）の四種類。他のFOMA 902iシリーズ同様、iチャネル・プッシュトークに対応している。
メインディスプレイには2.5インチ モバイルシャインビュー EX 液晶 (QVGA+ TFT) を採用。背面のデジタルカメラは引き続きスーパーCCDハニカムであるが、有効画素数が200万に向上し、より高精細な400万画素相当の画像が撮影できるようになった。新たにデジタル画像処理によって立軸・横軸方向の手ぶれを補正する機能も追加されている。テレビ電話用の内側カメラは有効画素数33万のCMOSに変更された。
ボタン部分のデザインにも若干手が加えられ、暗所ではオレンジ色に発光する。ニューロポインターを装備するほか、背面液晶の上には「アシストキー」が設けられた。これを押すことでメールの読み上げや、不在着信の有無などを確認することができるほか、LEDを内蔵し着信ランプを兼ねている。底面のiモードFeliCaは新サービス トルカ に対応した。
ACCESS製フルブラウザのNetFront、iアプリ『ドラゴンクエストII』（前編）と、競馬シミュレーションゲーム『ダービースタリオン』がプリインストールされている。

## 歴史
- 2005年9月13日: 電気通信端末機器審査協会 (JATE) による審査を通過（認定番号: A05-0377001）。
- 2005年10月19日: D902i・F902i・N902i・P902i・SH902i・SO902iの開発が発表。
- 2005年11月18日: N902i 発売開始。CMキャラクターは女優の上原多香子で、FOMA N902i「Nを探せ」キャンペーンを展開。
- 2006年5月11日: マイナーチェンジモデルのN902iS、HSDPA対応のN902iX HIGH-SPEED の開発が発表。
- 2006年10月12日:企業向けマイナーチェンジモデルのN902iLの開発が発表。

## 不具合
- 2005年12月21日: バッテリが不必要に消費される不具合。ソフトウェア更新によって対処。
- 2006年6月22日: ミュージックプレイヤーで曲を再生しながらTV電話発信を行なうと、再生する曲のデータ量によって液晶表示が真っ白になる場合がある不具合、FOMA端末の背面にあるアシストキーを使ったメール読み上げを行い、一旦停止した後、再度読み上げ再生する際にニューロポインターを表示させると、そのタイミングにより端末が再起動する場合がある不具合、及びにその他の更新。ソフトウェア更新によって対処。